# Curio (Tesino)
Curio es una comuna suiza del cantón del Tesino, situada en el distrito de Lugano, círculo de Magliasina. Limita al norte con las comunas de Novaggio y Aranno, al este con Bioggio, Vernate y Neggio, al sur con Pura, y al oeste con Bedigliora.
Gracias a su exclave limita también con las comunas de Astano y Sessa.